# Pepa Millán
María José Rodríguez de Millán Parro, dite Pepa Millán, née le 21 mars 1995 à Cabra (province de Cordoue), est une femme politique espagnole membre de Vox. Elle est porte-parole de son groupe parlementaire depuis 2023.

## Vie privée
María José Rodríguez de Millán Parro, qui préfère le surnom de « Pepa », naît le 21 mars 1995 à Cabra, dans la province de Cordoue. Elle grandit cependant à Grenade avant de déménager à Séville en 2013.

## Études et carrière
En 2018, Pepa Millán passe avec succès une licence en droit à l'université de Séville. Elle accomplit ensuite une préparation au concours de conservateur des hypothèques, puis s'inscrit à l'université Pablo de Olavide (UPO) dans un master en avocature et droit des contrats et de la responsabilité civile.
Elle est éditorialiste pour La Razón entre 2015 et 2019, à raison de la publication d'un éditorial une semaine sur deux. Elle est recrutée en mars 2020 comme conseillère politique du groupe de Vox au Parlement d'Andalousie et travaille sur les sujets de l'emploi, de l'égalité, des travaux publics et de la présidence de la Junte.

## Parcours politique
Pepa Millán adhère en 2020 au parti d'extrême droite Vox.
À l'occasion des élections régionales du 19 juin 2022 en Andalousie, elle est investie en 2e position sur la liste de Vox dans la circonscription de Cordoue, derrière le porte-parole du groupe parlementaire Alejandro Hernández Valdés mais les résultats de son parti ne lui permettent pas d'être élue.
Le 27 juillet suivant, elle est désignée sénatrice par le Parlement d'Andalousie par 71 voix favorables. Initialement, Vox avait investi le sortant Jacobo González-Robatto mais en vertu de la loi sur la parité andalouse, le parti devait proposer une femme. Ses interventions virulentes contre le gouvernement de Pedro Sánchez lui permettent d'être repérées par la direction nationale de Vox.
Pour les élections générales anticipées du 23 juillet 2023, le président de Vox Santiago Abascal la désigne candidate en 5e position sur la liste dans la circonscription de Madrid, derrière le porte-parole parlementaire Iván Espinosa de los Monteros et le vice-président du parti Javier Ortega Smith.
Iván Espinosa de los Monteros ayant renoncé, à la suite du scrutin, à conserver ses fonctions ainsi que son mandat de député en raison de désaccords stratégiques avec la direction du parti, Santiago Abascal choisit le 16 août 2023 de confier le porte-parolat du groupe parlementaire à Pepa Millán. Issue de la « génération 90 » comme plusieurs cadres montants, elle représente totalement, selon ElDiario.es, les valeurs du parti du fait de prises de position xénophobes, anti-avortement et niant la réalité de la pandémie de Covid-19.